# Birger Wasenius
Birger Wasenius (Helsinki, 7 december 1911 – 2 januari 1940) was een Fins schaatser.
Birger Wasenius was de laatste Wereldkampioen Allround (1939) van voor de Tweede Wereldoorlog. Na vele pogingen in de jaren dertig van de 20e eeuw lukte het hem eindelijk in 1939. Viermaal eindigde Wasenius als tweede tijdens internationale allround kampioenschappen en tweemaal bij zijn enige deelname aan de Olympische Winterspelen. Alle zes keer stond er een Noor een tree hoger op het podium, viermaal was dit Ivar Ballangrud (EK 1933, WK 1934, OS 1936: 5000 en 10.000 meter), en Bernt Evensen (WK 1936) en Michael Staksrud (WK 1937) elk eenmaal. In 1939 wist hij zijn naaste belagers, de Let Alfons Bērziņš en de Noor Charles Mathiesen, voor te blijven.
Op 2 januari 1940 is Wasenius gesneuveld in de Winteroorlog, in dienst van het Finse leger, bij gevechtshandelingen op de eilanden in het Ladogameer.

## Persoonlijk records
| Afstand      | Tijd    | Datum            | Baan                   |
| ------------ | ------- | ---------------- | ---------------------- |
| 500 meter    | 43,4    | 5 februari 1938  | Davos                  |
| 1500 meter   | 2.18,2  | 31 januari 1937  | Davos                  |
| 3000 meter   | 4.55,7  | 30 januari 1937  | Davos                  |
| 5000 meter   | 8.21,3  | 31 januari 1937  | Davos                  |
| 10.000 meter | 17.28,2 | 14 februari 1936 | Garmisch-Partenkirchen |

## Resultaten
| Jaar | EK Allround | WK Allround | Olympische Spelen                 |
| ---- | ----------- | ----------- | --------------------------------- |
| 1933 | Zilver      |             |                                   |
| 1934 |             | Zilver      |                                   |
| 1935 | Brons       | 6e          |                                   |
| 1936 |             | Zilver      | 8e 500m · 1500m · 5000m · 10.000m |
| 1937 | Brons       | Zilver      |                                   |
| 1938 | 9e          | 6e          |                                   |
| 1939 | 4e          | Goud        |                                   |

### Medaillespiegel
| Kampioenschap     | Goud · | Zilver · | Brons · |
| ----------------- | ------ | -------- | ------- |
| EK Allround       | 0      | 1        | 2       |
| WK Allround       | 1      | 3        | 0       |
| Olympische Spelen | 0      | 2        | 1       |